# 卡基尔县

卡基尔县在拉達克的位置

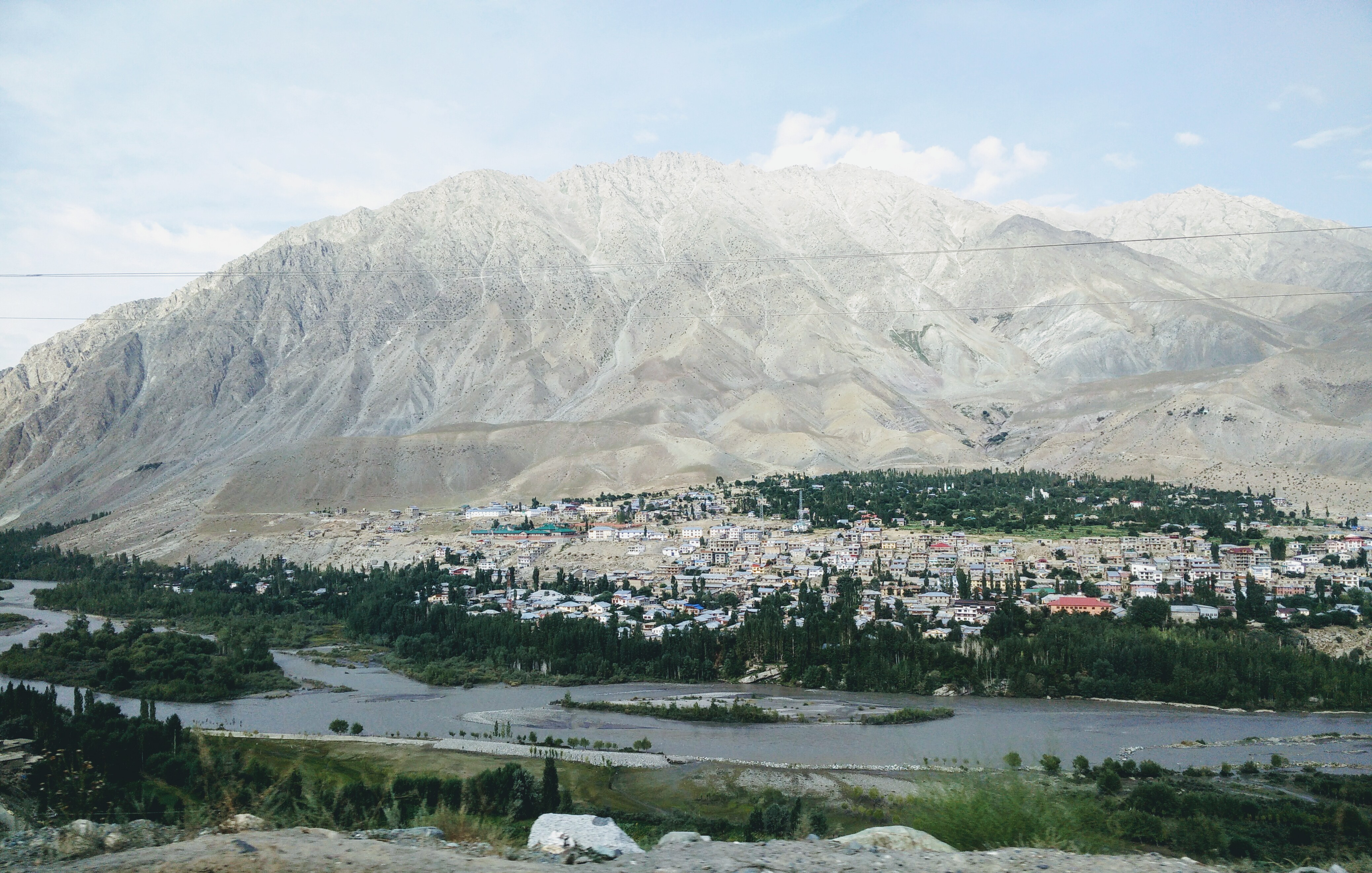
卡尔吉尔

卡基尔县（Kargil district）地处拉達克，为拉達克下属二县之一。第一次印巴戰爭以后，印度占领拉达克地区并成立拉达克县，1979年7月1日，印度政府拉达克县一分为二，西半部为卡基尔县，东半部为列城县。
卡基尔县人口14万，以穆斯林为主。穆斯林占人口的85％，穆斯林人口中73％属于什叶派；14％人口信仰藏传佛教，其余信仰印度教和锡克教。卡基尔人主要为藏族及藏族雅里安混血。縣治卡尔吉尔。